# Clásica y Moderna

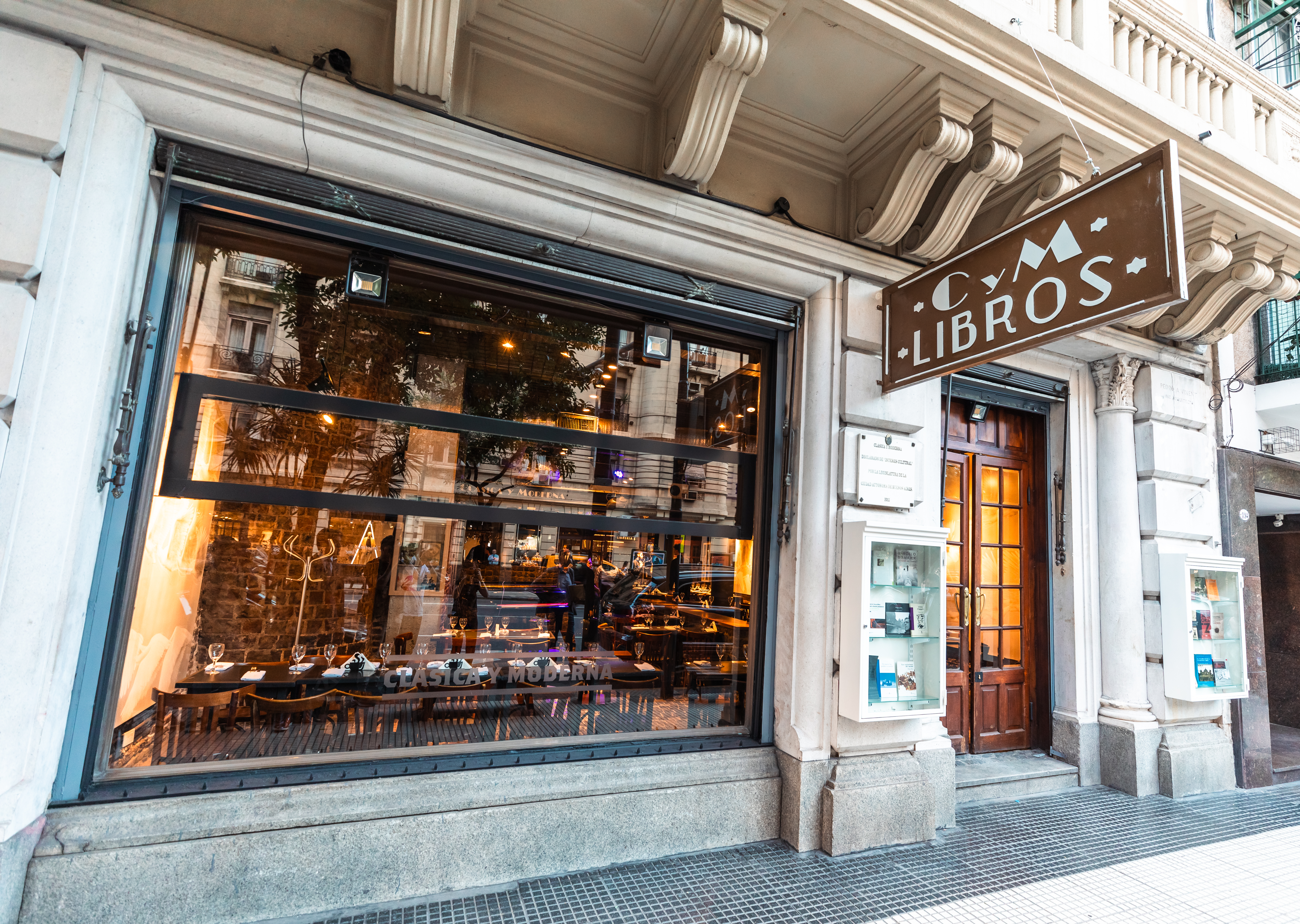
Fachada de Clásica y Moderna desde la Avenida Callao.

Clásica y Moderna es un café y librería de Buenos Aires ubicado sobre el número 892 de la avenida Callao fundada en 1916 en el barrio de Recoleta. Además de cafetería, también tiene conexa una librería, lo que la hizo un sitio habitual de la bohemia porteña. Se encuentra listada como «bar notable» por el Gobierno de la Ciudad de Buenos Aires, otorgándole así protección patrimonial.

## Historia

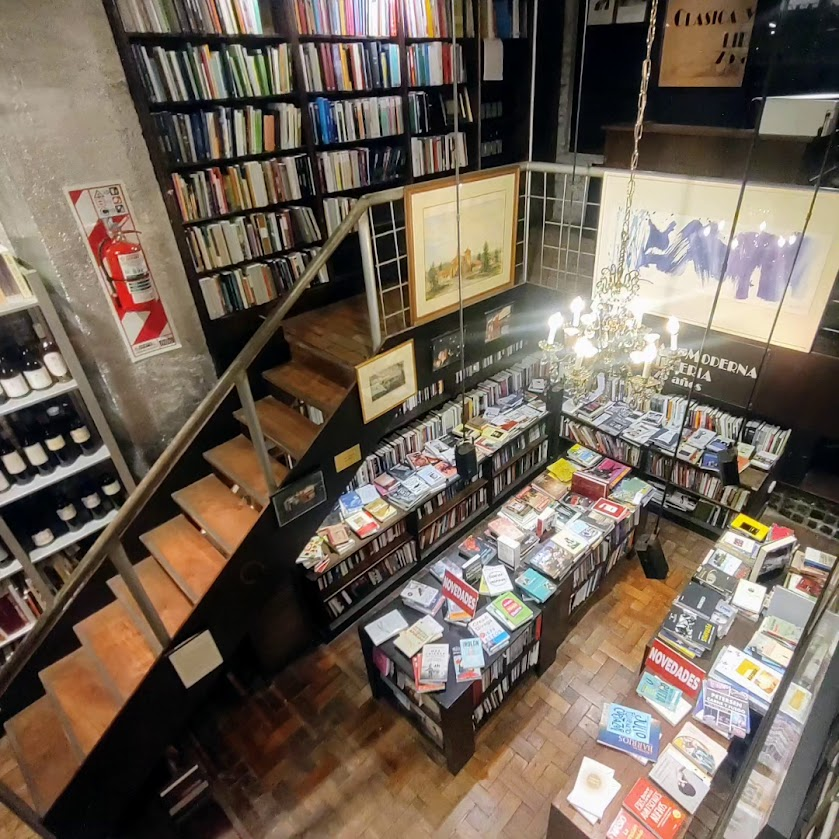
Al fondo se halla la librería

Clásica y Moderna tiene su antecedente en la tienda fundada en 1916 por el inmigrante catalán Emilio Poblet bajo el nombre «Librería Académica de Poblet e hijos», como una librería especializada en libros de medicina sobre un local de la avenida Callao 713. Al poco tiempo, en 1938, uno de sus hijos, Francisco junto con su esposa, decide abrir una librería a pocos metros de la de su padre a manera de competir con él, en el local que ocupa actualmente, otorgándole el nombre que lleva el establecimiento hoy en día. Su ubicación a pocos metros de distintas casas de estudio como el Colegio del Salvador y la Universidad del Salvador, como también de la Escuela Superior de Comercio Carlos Pellegrini pronto la hizo sumamente popular, abandonando su padre la tienda original. En su momento, llegó a contarse como una de las librerías más importantes de Buenos Aires, compitiendo con la Librería del Colegio (hoy «Librería del Ávila»), cuya clientela era principalmente del Colegio Nacional de Buenos Aires y tenía su sede, en ese entonces, a pocas cuadras del lugar. El lugar ya era frecuentado por personalidades literarias como Jorge Luis Borges, Alfonsina Storni, Manuel Mujica Láinez, Alejandra Pizarnik, entre otros.

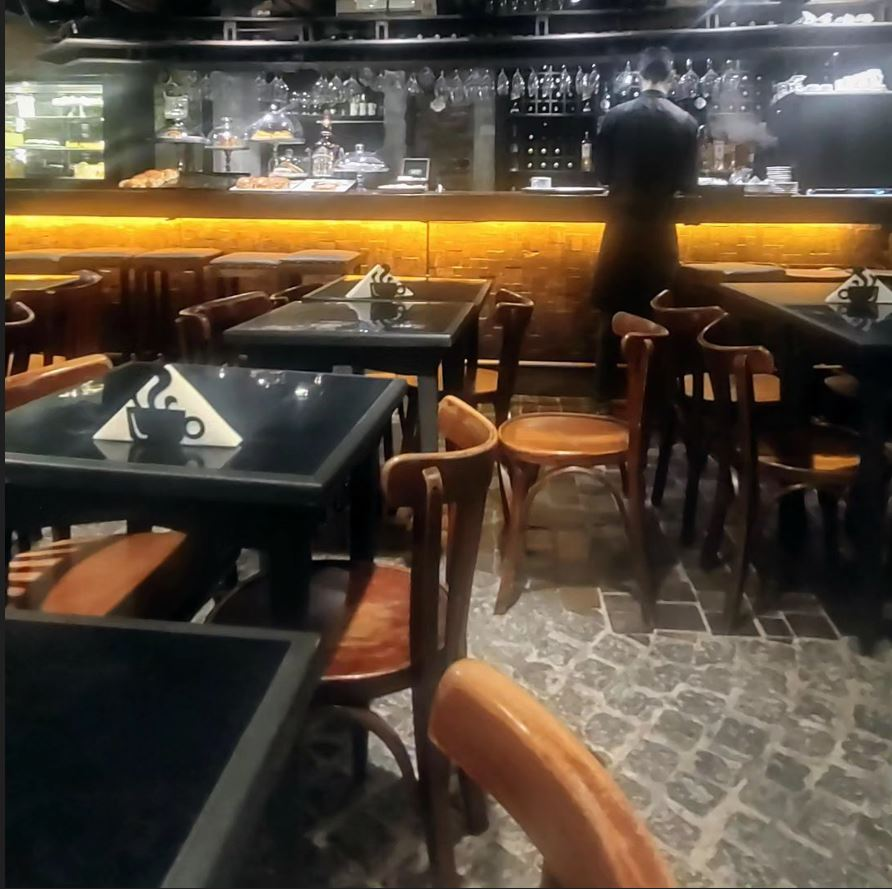
La barra

La muerte de Poblet en 1980 hizo que sus hijos asumiesen las riendas del establecimiento, y con la llegada del autoproclamado Proceso de Reorganización Nacional la censura y las restricciones se hicieron férreas, por lo que los herederos decidieron diversificar el espacio. Para la llegada de la democracia en Argentina en 1983, la librería comenzó a ser más reconocida como un espacio de tertulias literarias más que como tienda en sí. El cambio de rubro llegó oficialmente en 1988, cuando la familia Poblet decidió convertir la librería en el primer «café-concert», bajo una reforma a cargo de Ricardo Plant, respetando en gran medida el patrimonio del lugar. Se instaló un escenario en la parte delantera, que incluso era posible verse desde fuera, con un piano, y mesas para los comensales detrás. Sin embargo, nunca abandonó la actividad literaria, puesto que en su parte trasera dejó un espacio para la librería y exhibiciones de artes. Por otra parte, muchos escritores escogían el lugar para la presentación de sus libros, firma de ejemplares o ciclos literarios, como el escritor peruano Mario Vargas Llosa.
En el lugar se presentaron figuras como Mercedes Sosa, Joaquín Sabina, Horacio Ferrer, entre otros. El entonces presidente español Felipe González rentó el lugar para un concierto privado de Liza Minnelli en 1998.

## Cierre y reapertura
Tras el fallecimiento de Natalia Poblet en 2017, descendiente del fundador, el negoció comenzó a entrar en crisis debido a diversos problemas económicos y deudas que hacían imposible continuar con el establecimiento. Fernando Monod, viudo de Poblet, finalmente debió vender el establecimiento citando la falta de ayudas del gobierno porteño y la imposibilidad de sostener el emprendimiento en febrero de 2019.
En diciembre de 2023, tras una inversión de una empresaria gastronómico local, reabrió nuevamente renovada, con su librería de seis mil ejemplares, un piano que había sido donado al establecimiento por Sandro y que la gestión anterior debió rematar para pagar deudas, como también parte del mobiliario original que pudo ser recuperado. Su apertura fue acompañada por un recital de Sandra Mihanovich, y contó con la presencia de Santiago Kovadloff, entre otros, como el político Francisco de Narváez.